# Parc national de Chyulu Hills
Les Chyulu Hills sont une chaîne de montagnes dans l'est du Kenya. Elles s'étirent sur environ 100 km et sont orientées selon la direction NO-SE. Elles se trouvent dans une zone volcanique et leur point culminant atteint 2 188 mètres de haut.

## Géographie
Les Chyulu Hills sont situées à environ 150 km à l'est de la vallée du Grand Rift. Le volcanisme, dans les régions septentrionales de ces collines, aurait commencé il y a environ 1,4 million d'années pour se propager vers le sud - est. Le volcanisme y est encore actif par endroits, bien que modéré, la dernière en date a été enregistrée en 1855. Dans ces collines s'est formée la grotte de Leviathan, l'un des plus longs tunnels de lave au monde.
Les Chyulu Hills ne possèdent pas de cours d'eau permanents, mais les précipitations sur les collines alimentent les rivières Tsavo et Galana ainsi que les sources Mzima qui arrosent les plaines environnantes. Elles séparent les plaines de Tsavo et d'Amboseli. La région est habitée par des Massaï et des Kamba.

## Écologie
Les parties basses des collines sont composées de prairies et fourrés tandis que les terres au-dessus de 1800 mètres environ sont dominées par la forêt de montagne. Parmi les espèces végétales qu'on y rencontre, on retrouve Neoboutonia macrocalyx, Tabernaemontana stapfiana, Prunus africana, Strombosia scheffleri, Cassipourea malonsana, Olea capensis et Ilex mitis. Certaines parties isolées sont dominées par l'arbre de corail d'Abyssinie (Erythrina abyssinica). Les parties basses de la forêt sont dominées soit par le genévrier d'Afrique (Juniperus procera) ou par Commiphora baluensi. le khat sauvage pousse également sur ces collines. La plante est recueillie par les populations locales en plus d'y être cultivée.
Plusieurs espèces de mammifères composent son écosystème : le rhinocéros noir, le buffle d'Afrique, le guib harnaché, l'éland, l'éléphant de savane, le potamochère du Cap (Potamochoerus larvatus), la girafe Masaï (Giraffa camelopardalis tippelskirchi), le léopard d'Afrique, le lion d'Afrique, le cobe de montagne (Redunca fulvorufula), le raphicère Champêtre (raphicerus campestris) aussi appelé Steenbok, le gnou, le zèbre de Grant et le guépard sont les représentants de cette mégafaune. Parmi les reptiles on retrouve, entre autres, le mamba noir (dendroaspis polylepis), la vipère heurtante et le python de Seba, .
Ces diverses espèces partagent cet écosystème avec une faune aviaire riche de plusieurs espèces d'oiseaux dont quelques-unes sont endémiques. Parmi celles qui peuplent cet environnement, on retrouve le francolin de Shelley, le rougegorge étoilé, la grive de Gurney, la bouscarle cannelle, l'aigle d'Ayres, l'aigle couronné, l'aigle martial et le choucador d'Abbott.

## Conservation
Les autorités kényanes ont créé en 1983 le parc national de Chyulu Hills qui comprend le flanc est des collines et est géré par le Kenya Wildlife Service. Il forme un prolongement nord-ouest du parc national de Tsavo Ouest. La gestion de la conservation du flanc ouest des Chyulu Hills est sous la responsabilité d'un regroupement de fermes Maasai. Les menaces potentielles pour l'écosystème comprennent le braconnage, le surpâturage par la population des éleveurs Massaï et la pénurie d'eau croissante.

## Tourisme
Le parc est un des moins visités du Kenya.
On y accède par la route nationale A109 (Nairobi-Mombasa), ou par train, à la gare de Kibwezi, en bordure du parc. Deux pistes d’atterrissage sont également prévues pour des petits avions.
Site du Kenya Wildlife Service